# Drepanopus forcipatus
Drepanopus forcipatus is een eenoogkreeftjessoort uit de familie van de Clausocalanidae. De wetenschappelijke naam van de soort is voor het eerst geldig gepubliceerd in 1888 door Giesbrecht.